# Dekanat Eschwege-Bad Hersfeld
Das Dekanat Eschwege-Bad Hersfeld ist eines von zehn Dekanaten im römisch-katholischen Bistum Fulda. Es umfasst grob den Werra-Meißner-Kreis und den Landkreis Hersfeld-Rotenburg. Es grenzt im Osten an das Bistum Erfurt, im Süden an das Dekanat Hünfeld-Geisa, im Westen an das Dekanat Fritzlar sowie das Bistum Mainz und im Norden an das Dekanat Kassel-Hofgeismar sowie das Bistum Hildesheim.
Die Dechantenstelle ist derzeit vakant, Stellvertreter ist Andreas Bieber, Pfarrer von Bebra-Rotenburg.

## Geschichte
Mit der Dekanatsreform zum 1. April 2007 wurde das Dekanat Eschwege-Bad Hersfeld als eines von zehn Dekanaten des Bistums Fulda neu errichtet. Es entstand aus den namensgebenden bisherigen Dekanaten Eschwege und Bad Hersfeld.
Seither haben einige Gemeindefusionen stattgefunden, sodass die Zahl der Pfarreien bereits gesunken ist.

## Gliederung
Das Dekanat Eschwege-Bad Hersfeld gliedert sich in die folgenden zwei Pastoralverbünde:
| Pastoralverbünde                        | zugehörige Pfarreien und Kuratien mit Filialen |
| --------------------------------------- | --- |
| St. Lullus Hersfeld-Rotenburg           | - St. Lullus (Bad Hersfeld) mit der Pfarrkirche St. Lullus-Sturmius (Bad Hersfeld) und den Filialen St. Bonifatius (Bad Hersfeld), Zu den Hll. Aposteln (Bad Hersfeld), St. Marien (Bad Hersfeld), Herz Jesu (Niederaula) sowie St. Gunther (Kirchheim) - St. Franziskus (Bebra-Rotenburg) mit der Pfarrkirche Christus der Erlöser (Rotenburg) sowie den Filialen St. Marien (Bebra), Maria Königin (Cornberg) und Zur Schmerzhaften Mutter Gottes (Lispenhausen) - St. Robert (Heringen)                                                          |
| Zu den Heiligen Erzengeln Werra-Meißner | - St. Elisabeth (Eschwege) mit den Filialen Zu den Heiligen Aposteln (Heuberg), St. Peter (Reichensachsen), St. Maria vom Berge Karmel (Sontra), Hl. Kreuz (Nentershausen), Sancta Maria v. d. Engeln (Herleshausen), St. Johannes der Täufer und St. Josef (Nesselröden), Christi Auferstehung (Altenfeld) sowie St. Nikolaus (Wanfried) - Mariae Namen (Großalmerode) - St. Joseph (Hebenshausen) - St. Elisabeth (Waldkappel) - St. Bonifatius (Bad Sooden-Allendorf) - Christkönig (Hessisch Lichtenau) - Zum göttlichen Erlöser (Witzenhausen) |